# Louis Nicolas Vauquelin
Louis Nicolas Vauquelin nascut el 16 de maig de l'any 1763 a Saint-André-d'Hébertot, Calvados, Normandia i traspassat el 14 de novembre de 1829 també a Saint-André-d'Hébertot, fou un farmacèutic i químic francès que destacà pel descobriment del crom, del beril·li i de l'asparagina.

## Biografia

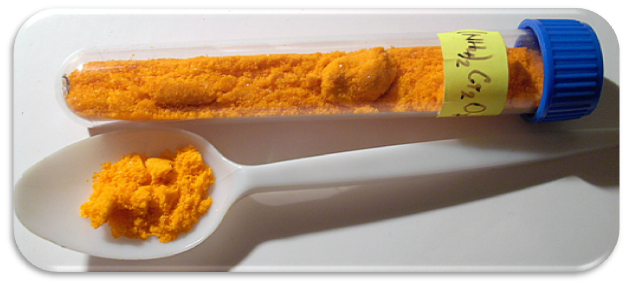
Dicromat d'amoni, un compost acolorit amb crom

La seva primera relació amb la química va ser com a ajudant d'un farmacèutic a Rouen des de 1777 fins a 1779. Gràcies a un capellà del seu poble va poder marxar a París, a fer feina amb uns altres apotecaris. Va ser per mor d'aquesta feina que va aconseguir cridar l'atenció d'Antoine François Fourcroy, un reconegut químic col·laborador de Lavoisier, i passà a ser el seu ajudant durant 7 anys (1783-1791). En 1791 va ser nomenat membre de la Académie des sciences i ajudà a editar la publicació científica Annales de Chimie. Hagué de marxar de França per fugir de la Revolució Francesa. Retornà el 1801 i fou nomenat professor de química al Collège de France, al Jardí de les Plantes, a l'Escola de Mines, a l'École polytechnique i a la facultat de medicina on substituí a Fourcroy el 1809. Fou professor de Mateu Orfila, el fundador de la toxicologia.

## Obra
En 1790 començà a fer publicacions pròpies, entre aquest any i 1829 es té constància de la redacció de 376 documents. Molts d'ells eren registres d'operacions analítiques. Va analitzar moltíssimes substàncies i aconseguí descobrir dos elements químics el crom, Cr, (1797) i el beril·li, Be, (1798).
- El beril·li (del grec βερυλλoς beril) o glucini (de l'anglès glucinium i aquest del grec γλυκυς, dolç) pel sabor de les seves sals, va ser descobert per Vauquelin en forma d'òxid en el beril i la maragda.
- El crom el va descobrir en un mineral procedent de Sibèria, un mineral taronja rogenc anomenat crocoita (PbCrO4). El nom de crom el va suggerir Fourcroy, que ve del grec Chroma que significa color, perquè el crom forma composts de colors.

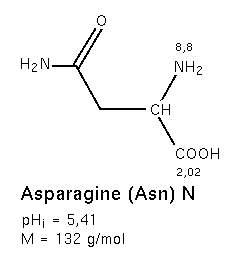
Asparagina, primer aminoàcid descobert

Va ser capaç d'obtenir amoníac en estat líquid a pressió atmosfèrica. El 1806 va aïllar l'asparagina dels espàrrecs i va ser el primer aminoàcid que es va descobrir. També va descobrir la pectina, l'àcid màlic a les pomes, l'àcid camfòric i l'àcid quínic.

### Obres
- Instruction sur la combustion de végétaux, 1794
- Manuel de l'essayeur, Tours, 1799 et 1812
- Dictionnaire de chimie et de métallurgie, 1815
- Thèse sur les opérations chimiques et pharmaceutiques, 1820